# Nga Biên
Huyện tự trị người Di Nga Biên (chữ Hán giản thể: 峨边彝族自治县, âm Hán Việt: Nga Biên Di tộc Tự trị huyện) là một huyện thuộc địa cấp thị Lạc Sơn, tỉnh Tứ Xuyên, Cộng hòa Nhân dân Trung Hoa. Huyện này có diện tích 2395 km2, dân số năm 2002 là 150.000 người. Huyện Nga Biên được chia thành 6 trấn và 13 hương.
- Trấn: Sa Bình, Đại Bảo, Mao Bình, Tân Lâm, Ngũ Độ, Hắc Trúc Câu.
- Hương: Hồng Hoa, Nghi Bình, Dương Thôn, Giác Mạc, Vạn Bình, Bạch Dương, Dương Hà, Cộng Hòa, Tân Trường, Bình Đẳng, Cáp Khúc, Kim Nham, Lặc Ô.